# Leptonerilla diplocirrata
Leptonerilla diplocirrata is een borstelworm uit de familie Nerillidae. Het lichaam van de worm bestaat uit een kop, een cilindrisch, gesegmenteerd lichaam en een staartstukje. De kop bestaat uit een prostomium (gedeelte voor de mondopening) en een peristomium (gedeelte rond de mond) en draagt gepaarde aanhangsels (palpen, antennen en cirri).
Leptonerilla diplocirrata werd in 1996 voor het eerst wetenschappelijk beschreven door Westheide & Purschke.